# 蒂姆·霍恩克
蒂姆·霍恩克（德語：Tim Hornke，1990年8月4日—），生于汉诺威，德国男子手球运动员，2017年加入成年国家队，曾代表国家参加2024年夏季奥林匹克运动会手球比赛，获得银牌。